# La Vallée de l'Agly (kanton)
La Vallée de l'Agly er en fransk kanton beliggende i departementet Pyrénées-Orientales i regionen Occitanie. Kantonen blev oprettet pr. dekret 26. februar 2014 og er dannet af kommuner fra de nedlagte kantoner Saint-Paul-de-Fenouillet (11 kommuner), Sournia (11 kommuner), Latour-de-France (10 kommuner) og Rivesaltes (6 kommuner). Kantonen ligger i både Arrondissement Prades og Arrondissement Perpignan. Hovedbyen er Rivesaltes. 
Kanton La Vallée de l'Agly består af 38 kommuner :
- Ansignan
- Arboussols
- Bélesta
- Campoussy
- Caramany
- Cases-de-Pène
- Cassagnes
- Caudiès-de-Fenouillèdes
- Espira-de-l'Agly
- Estagel
- Felluns
- Fenouillet
- Fosse
- Lansac
- Latour-de-France
- Lesquerde
- Maury
- Montner
- Opoul-Périllos
- Pézilla-de-Conflent
- Planèzes
- Prats-de-Sournia
- Prugnanes
- Rabouillet
- Rasiguères
- Rivesaltes
- Saint-Arnac
- Saint-Martin-de-Fenouillet
- Saint-Paul-de-Fenouillet
- Salses-le-Château
- Sournia
- Tarerach
- Tautavel
- Trévillach
- Trilla
- Vingrau
- Vira
- Le Vivier